# 현색계
현색계(color appearance system)는 인간이 물체색을 지각하고 표시하는데 심리적인 색의 3속성에 따라 번호나 기호를 사용하여, 정량적으로 표시한다.

## 특징
실제 우리 눈에 보이는 물체색이나 투과색을 정의하며, 색을 지각할 때 느끼는 색의 3속성(색상, 명도, 채도)에 의해 규정되었다. 시각적으로 확인이 가능하고, 용도의 맞게 배열과 개수를 조절할 수 있는 점이다.

## 종류
여러 가지의 따르면 한국산업규격(KS), 먼셀, NCS, DIN, OSK/UCS 등이 있다.

## 같이 보기
- 색 모델